# フェンダー・リード
リード(Lead)はフェンダーのエレクトリックギター。リードI、リードII、リードIIIといったモデルがある。

## 標準仕様
- ヴィンテージスタイルのソフトVもしくはCシェイプネック。指板Rは184mm（7.25インチ）
- ナット部のネック幅は41.9mm（1.650インチ）
- トラスロッドの調整はネックのヒール部で行う
- 2つのヴィンテージスタイル・ストリングリテイナー
- 21フレット / ミディアムジャンボフレット
- シャーラーの「F」チューナーとボルト4つ留めの「F」ネックプレート
- 「黒・白・黒」または「白・黒・白」の3プライピックガード
- 白いプラスチックナット
- 648mm（25.5インチ）スケール
- ブリッジでの弦間は10mm（0.39インチ）
- 弦はボディスルーマウント
- サドルはロックナットで固定し、スプリングを使わない
- トーレックスか成形プラスティックのケース付き

## 歴史
フェンダー・カスタムショップのグレッグ・ウィルソンとジョン・ペイジの監修の下、1979年から1982年までフェンダーで製造された。ストラトキャスターとテレキャスターの要素を設計に併せ持つ。ストラトキャスターより若干小さく、わずかに外形が異なり、ストラトキャスターと同様のネックとヘッドを持つ。またストラトキャスターのシンクロナイズド・トレモロではなく、テレキャスターの固定ブリッジとボディ裏の弦留めを持つ。
フェンダーUSAで初めてスモールヘッドを復活させたモデルの一つである。リードがリリースされた1979年当時はまだストラトキャスターはラージヘッドを使用しており、それは1981年のダン・スミス・ストラトキャスターまで続いた。ラージヘッド・ストラトキャスターから1981年のスモールヘッド・ストラトキャスター(ザ・ストラト)への回帰において重要な役割を果たしたのはストラトキャスターではなくリードである。
リードはフェンダーのカリフォルニア州フラートンにある工場で製造され、当時のストラトキャスターの価格より安く設定された。既存製品の派生モデルではなく、新規にデザインされたボディやヘッド形状を備えたモデルであったが、最終的にフェンダーのフェンダージャパンへの事業拡大時に、フェンダーのラインからフェンダージャパンのスクワイアJVモデルに1982年に置き換えられた。
使用している有名なミュージシャンには、エリック・クラプトン、エリオット・イーストン（カーズのアルバム『パノラマ』の「タッチ・アンド・ゴー」のギターソロで使用）、ロジャー・ミラーとスティーヴ・モーズ（ディキシー・ドレッグスのアルバム『ナイト・オブ・ザ・リヴィング・ドレッグス』内の「パンク・サンドウィッチ」で使用）、ザ・グルーヴァーズの藤井一彦（黄色および黒のリードII、黒のほうにはシンクロナイズド・トレモロ・ユニットが装着されている。）、横浜銀蝿の翔（リードI）およびJohnny（リードII）、ルースターズの大江慎也がいる。
2020年、フェンダーは、NAMM 2020において、メキシコ製Playerシリーズのラインナップとして、Lead IIとLead IIIを発表した。

## モデル

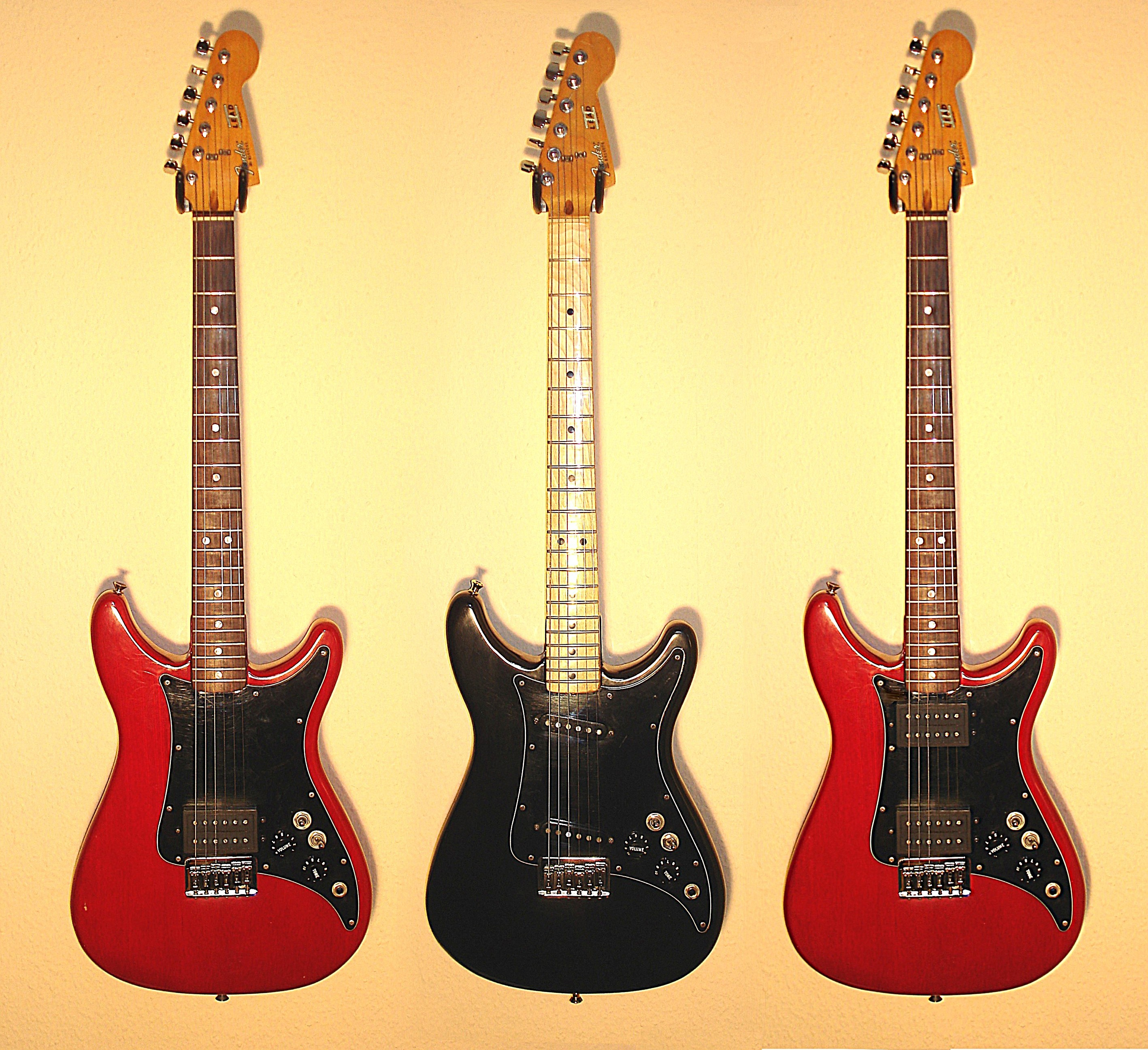
左からI, II, III

リードI（1979年 - 1982年）
リアポジションに特別設計のスプリット・ハムバッカー（セス・ラヴァー設計）が1基。3ポジションのコイルセレクタースイッチ（シングルコイル/両コイル/シングルコイル）、両コイル使用時に有効な2ポジションのハムバッカー直列/並列切り替えスイッチ。マスターボリュームとトーンコントロール。
リードII（1979年 - 1982年）
フロントとリアに特別設計のX-1シングルコイルピックアップ。X-1は「ザ・ストラト」や「ダン・スミス・ストラトキャスター」のフロントピックアップとしても使用された。3ポジションのピックアップセレクタースイッチ（フロント/フロント+リア/リア）と、両ピックアップ使用時に有効な2ポジションのフェイズシフトスイッチ（イン/アウト）。マスターボリュームとトーンコントロール。ハードロックカフェのコレクションに加わっている、エリック・クラプトン使用のギターはリードIIである。
リードIII（1982年）
フロントとリアに特別設計のスプリット・ハムバッカー（セス・ラヴァー設計）。3ポジションのピックアップセレクタースイッチ（フロント/フロント+リア/リア）と、3ポジションのコイルセレクタースイッチ（フロントのシングルコイル/両コイル/リアのシングルコイル）。マスターボリュームとトーンコントロール。

## 技術情報

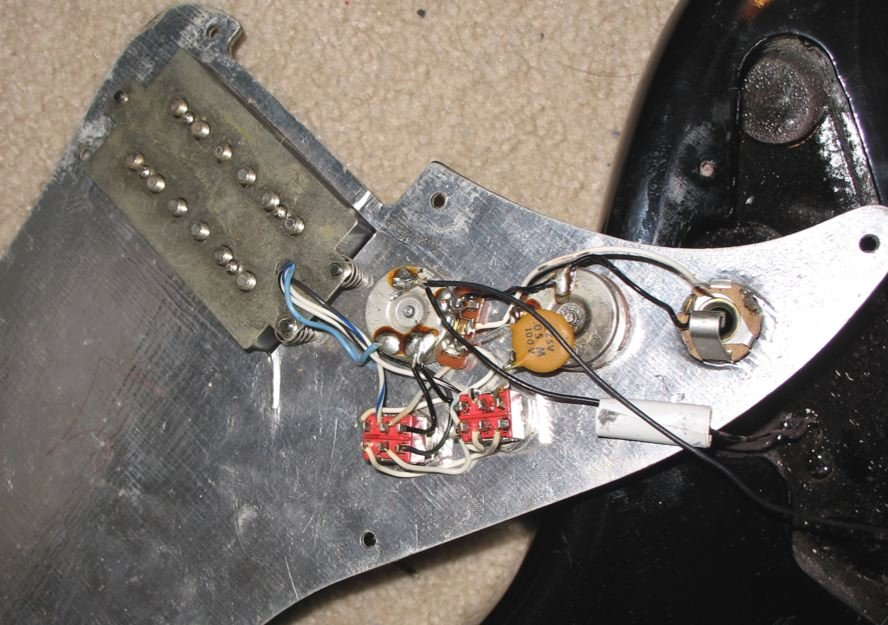
リードIの配線

リードI/IIIのハムバッカーの仕様
直流抵抗は13kΩ。12本のポールピースは高さ調整可能で、ボビンの中間底部にバータイプのセラミックマグネット。
リードIIのシングルコイルの仕様
直流抵抗は7.5Ω（巻数は9,600）。フラットでぐらつかないアルニコVマグネットのポールピース。初期のピックアップは緑か灰色のファイバーボードのボビンだったが、後のモデルではストラトキャスターに使われているのと同等のプラスチック成形ボビンとなった。
共通仕様
- ボリュームとトーンに250kΩのポテンショメータと0.05µFのセラミックコンデンサが使用されている。
- ボディは通常2～3ピース構造のアッシュまたはアルダーで、特にワインレッド等、クリア仕上げの物にはアッシュが使用されている。
- 6弦側のカッタウェイは深くえぐられており、ハイフレット部での演奏性を高めている。
- ネックはメイプル材のワンピースで、指板はメイプル（いわゆる貼りメイプルではなく、ネックと一体になっている）とローズウッドから選ぶことが出来た。
- ピックアップ・キャビティはリードIとリードIIで同じである（ネック側にシングルコイル、ブリッジ側にハムバッカー用が彫られている）。
- 後期の物はより深くコンター加工され、エルボーカットも大きくなり、ヘッド形状はストラトキャスターのオリジナル形状へと変更されてゆく。
- ポリウレタン仕上げの塗装は脆く、欠けやすい。極端な温度変化によりクモの巣状のヒビが生じることがある。また、曇りやすい[2]。

## シリアルナンバー
リードシリーズではフェンダー通例の採番方式が使われている。Sが1970年代、Eが1980年代をあらわし、最初の数字が製造年をあらわす。
たとえば「S9XXXXX」は1979年製、「E1XXXXX」は1981年製である。